# Szymon Marciniak
Szymon Marciniak (polskt uttal: [ˈʂɨmɔn marˈt͡ɕiɲak]), född 7 januari 1981, är en polsk professionell fotbollsdomare. Han anses vara en av de bästa domarna i världen.
Marciniak dömde Uefa Super Cupen 2018 mellan Real Madrid och Atlético Madrid. Han dömde VM-finalen mellan Argentina och Frankrike den 18 december 2022 i Lusail, Qatar.